# Bahnstrecke Solingen–Wuppertal-Vohwinkel
| |                           |                                               |                                               |
| Streckennummer (DB): | 2734 (SG Süd–W-Vohwinkel) |                                               |                                               |
| Kursbuchstrecke (DB): | 226e (SG Süd–W-Vohwinkel) |                                               |                                               |
| Kursbuchstrecke: | 228g (1946)               |                                               |                                               |
| Streckenlänge: | 15,8 km                   |                                               |                                               |
| Spurweite: | 1435 mm (Normalspur)      |                                               |                                               |
| |                           |                                               |                                               |
| \| \| \| von Wuppertal Hbf \| \| \| \| \| ehem. Verbindungskurve von der Nordbahn \| \| \| \| 15,8 \| Wuppertal-Vohwinkel \| Wuppertal-Vohwinkel \| \| \| \| von und nach Essen \| \| \| \| \| Wuppertal-Vohwinkel (alt) \| \| \| \| \| ursprüngliche Trasse \| \| \| \| \| Wuppertal-Vohwinkel Gbf \| \| \| \| \| nach Düsseldorf \| \| \| \| 10,5 \| letzte / ursprüngliche Trasse \| letzte / ursprüngliche Trasse \| \| \| 9,2 \| Solingen-Gräfrath \| Solingen-Gräfrath \| \| \| 3,9 \| Solingen-Wald \| Solingen-Wald \| \| \| \| Schlagbaum-Tunnel (109 m) \| \| \| \| 2,3 \| Solingen Nord \| Solingen Nord \| \| \| \| Tunnel Schützenstraße (40 m, 1897 abgetragen) \| \| \| \| \| von Remscheid \| \| \| \| \| Solingen Mitte (seit 2006) \| \| \| \| 0,0 \| Solingen Hbf (bis 2006) \| Solingen Hbf (bis 2006) \| \| \| \| nach Solingen Hbf \| \| \| \| \| \| \| \| Quellen: [1][2] \| \| \| \| |                           |                                               |                                               |
| Strecke |                           | von Wuppertal Hbf                             | von Wuppertal Hbf                             |
| Abzweig geradeaus und ehemals von rechts |                           | ehem. Verbindungskurve von der Nordbahn       | ehem. Verbindungskurve von der Nordbahn       |
| Bahnhof mit S-Bahn-Halt | 15,8                      | Wuppertal-Vohwinkel                           | Wuppertal-Vohwinkel                           |
| Abzweig geradeaus, nach rechts und ehemals von rechts |                           | von und nach Essen                            | von und nach Essen                            |
| ehemaliger Bahnhof |                           | Wuppertal-Vohwinkel (alt)                     | Wuppertal-Vohwinkel (alt)                     |
| Verschwenkung von links · Verschwenkung von rechts (Strecke außer Betrieb) |                           | ursprüngliche Trasse                          | ursprüngliche Trasse                          |
| ehemaliger Dienststation / Betriebs- oder Güterbahnhof · Strecke (außer Betrieb) |                           | Wuppertal-Vohwinkel Gbf                       | Wuppertal-Vohwinkel Gbf                       |
| Abzweig ehemals geradeaus und nach rechts · Strecke (außer Betrieb) |                           | nach Düsseldorf                               | nach Düsseldorf                               |
| Verschwenkung nach links (Strecke außer Betrieb) · Verschwenkung nach rechts (Strecke außer Betrieb) | 10,5                      | letzte / ursprüngliche Trasse                 | letzte / ursprüngliche Trasse                 |
| Bahnhof (Strecke außer Betrieb) | 9,2                       | Solingen-Gräfrath                             | Solingen-Gräfrath                             |
| Bahnhof (Strecke außer Betrieb) | 3,9                       | Solingen-Wald                                 | Solingen-Wald                                 |
| Tunnel (Strecke außer Betrieb) |                           | Schlagbaum-Tunnel (109 m)                     | Schlagbaum-Tunnel (109 m)                     |
| Bahnhof (Strecke außer Betrieb) | 2,3                       | Solingen Nord                                 | Solingen Nord                                 |
| Tunnel (Strecke außer Betrieb) |                           | Tunnel Schützenstraße (40 m, 1897 abgetragen) | Tunnel Schützenstraße (40 m, 1897 abgetragen) |
| Abzweig geradeaus und von rechts |                           | von Remscheid                                 | von Remscheid                                 |
| Bahnhof mit S-Bahn-Halt |                           | Solingen Mitte (seit 2006)                    | Solingen Mitte (seit 2006)                    |
| ehemaliger Bahnhof | 0,0                       | Solingen Hbf (bis 2006)                       | Solingen Hbf (bis 2006)                       |
| Strecke |                           | nach Solingen Hbf                             | nach Solingen Hbf                             |
| |                           |                                               |                                               |
| Quellen: |                           |                                               |                                               |

Die Bahnstrecke Solingen–Wuppertal-Vohwinkel war eine 15,8 Kilometer lange Eisenbahnstrecke, die den damaligen Solinger Hauptbahnhof  über die Bahnhöfe Wald und Gräfrath mit dem Bahnhof Wuppertal-Vohwinkel an der Bahnstrecke Düsseldorf–Elberfeld verband.
Die sehr kurvenreiche Trassierung durch das Bergische Land der größtenteils eingleisigen, normalspurigen und nicht elektrifizierten Nebenbahn, die grob gesehen an einen Korkenzieher erinnert, gab ihr im Volksmund den Namen Korkenzieherbahn.
Daran knüpft der Name Korkenziehertrasse für den Bahntrassenradweg an, zu dem der Solinger Teil der Strecke nach der Stilllegung umgebaut wurde.

## Geographische Lage
Die Bahnstrecke verlief im Rheinland zwischen den Städten Solingen und Vohwinkel (letztere heute ein Stadtteil von Wuppertal).
Sie führte durch die nördlichen Ausläufer des östlich des Rheines gelegenen Bergischen Landes. Die Höhe der Trasse liegt zwischen etwa 202 Metern im alten Solinger Hauptbahnhof, steigt nur leicht bis auf 220 Meter beim Bahnhof Solingen-Wald an und fällt dann bis auf etwa 160 Meter in Wuppertal-Vohwinkel wieder ab. Trotz der eher geringen Höhenunterschiede musste die Bahnlinie zur Vermeidung weiterer Kunstbauten für geographische Verhältnisse in Mittelgebirgen aufwändig trassiert werden, um auch die damals noch selbständigen Gemeinden Wald und Gräfrath möglichst ortsnah zu erschließen.

## Geschichte

### Vorgeschichte
Der Bau von Eisenbahnstrecken im Umkreis des Kreises Solingen begann in der ersten Hälfte des 19. Jahrhunderts, als die Düsseldorf-Elberfelder Eisenbahn-Gesellschaft zwischen 1838 und 1841 die Bahnstrecke Düsseldorf–Elberfeld mit dem Bahnhof in Vohwinkel errichtete.
Am 25. September 1867 eröffnete die Bergisch-Märkische Eisenbahn-Gesellschaft eine Stichbahn ihrer Bahnstrecke Gruiten–Köln-Deutz vom zu dieser Zeit noch Ohligs-Wald genannten Bahnhof zum bergisch-märkischen Bahnhof am Weyersberg in einer Talmulde westlich der Solinger Altstadt.:6 Dieser Bahnhof war aufgrund seiner Lage an der tiefsten Stelle des Tales sowohl für Fuhrwerke als auch für Reisende schwierig zu erreichen, besonders im Winter, wenn die Zuwege feucht und rutschig waren.:10
Weiterhin bemühten sich darum nicht nur die bisher benachteiligten Gemeinden des oberen Kreises Solingen, sondern auch die Stadt Solingen selbst um einen verbesserten Anschluss an das Eisenbahnnetz, der zu jener Zeit mit wirtschaftlichem Erfolg einer Gemeinde gleichzusetzen war. In den 1870er Jahren plante die Rheinische Bahngesellschaft den Bau einer Verbindungsbahnstrecke von Opladen über Solingen, Wald und Gräfrath nach Lüntenbeck. Nach der Verstaatlichung der Bahngesellschaft am 1. Januar 1880 zerschlugen sich diese Pläne zum Leidwesen des oberen Kreises Solingen. Erst durch die unermüdlichen Proteste des Solinger Landrats Karl Friedrich Melbeck gelang es, dem preußischen Staat die Notwendigkeit einer Stichbahn zwischen Solingen und Vohwinkel aufzuzeigen. Der preußische Landtag bewilligte 1883 insgesamt 2.840.000 Mark für den Bau der Bahnstrecke.:10, 11
Nach den umfangreichen Planungen und Diskussionen um Verlauf und Kosten war auch der Bau der Bahnstrecke selbst von diversen Verzögerungen gezeichnet. Die Vermessungsarbeiten dauerten bis Anfang des Jahres 1885 an. Selbst danach noch gab es Unstimmigkeiten über den Verlauf der Bahn zwischen Wald und Solingen. Ins Gespräch gebracht wurde die Untertunnelung der Solinger Altstadt von Weyersberg bis Schlagbaum, so dass die drohende Schließung des Bahnhofes am Weyersberg vermieden und die Fahrtzeit insgesamt niedrig hätte gehalten werden können. Gegen die neuen Pläne wehrten sich die Städte Dorp und Höhscheid, die ohne den ursprünglich geplanten Südbahnhof, keine möglichst nahe Anbindung mehr an die Bahn gehabt hätten. Schließlich entschied sich die Eisenbahnverwaltung gegen dieses Tunnelprojekt. Der endgültige Streckenverlauf stand damit erst am Ende des Jahres 1885 fest.:14 f.

### Erster Bauabschnitt Wald–Vohwinkel
Der ursprüngliche Eröffnungstermin für die Streckenabschnitte Weyersberg–Grünewald und Vohwinkel–Gräfrath war der 1. Januar 1887, der angesichts der Verzögerungen schwerlich eingehalten werden konnte. Der Grunderwerb für den Streckenbau begann im Februar 1886, einige für den Streckenbau benötigte Grundstücke mussten die jeweiligen Städte im Zwangsverfahren enteignen. Ende April 1886 wurde mit den Bauarbeiten begonnen. Diese gestalteten sich durch das unebene Gelände vielerorts schwieriger als gedacht, häufig mussten Dämme oder Einschnitte errichtet werden.
Der Bau der Strecke erfolgte in zwei Bauabschnitten. Begonnen wurde mit der Strecke zwischen Wald und Vohwinkel, da hier der Streckenverlauf unumstritten war. Rund 900 Arbeiter waren im Durchschnitt mit den Erdarbeiten beschäftigt, die meisten mit einfachsten Werkzeugen wie Spitzhacke und Schaufel. Die landespolizeiliche Abnahme des ersten, insgesamt 8,9 Kilometer langen Teilstücks erfolgte am 29. Oktober 1887. In den folgenden Tagen fuhren erste Probezüge, bevor die Strecke auf diesem Abschnitt am 15. November 1887 eröffnet wurde. Die Eröffnung der Strecke war in Wald und Gräfrath von großen Feierlichkeiten begleitet. Über die Festivitäten berichtete am Tage nach der Eröffnung die Bergische Zeitung:

„Die Eröffnung unserer Eisenbahnstrecke Vohwinkel-Wald fand eine dem für die Gemeinden Wald und Gräfrath hochwichtigen Momente entsprechende Feier, Flaggenschmuck an den Häusern und öffentlichen Gebäuden kündete das frohe Ereignis an. 8 Uhr Morgens ging eine große Zahl hiesiger Bürger nach dem festlich geschmückten Bahnhof Wald, um die Festfahrt mit dem ersten (...) nach Vohwinkel abgehenden Personenzuge mitzumachen. Eine lange Reihe Wagen und 2 Lokomotiven, die alle mit Guirlanden geschmückt waren, waren nöthig, um die vielen Passagiere zu befördern. (...) An der Bahnstrecke entlang standen die Einwohner und begrüßten freudig den Festzug.“

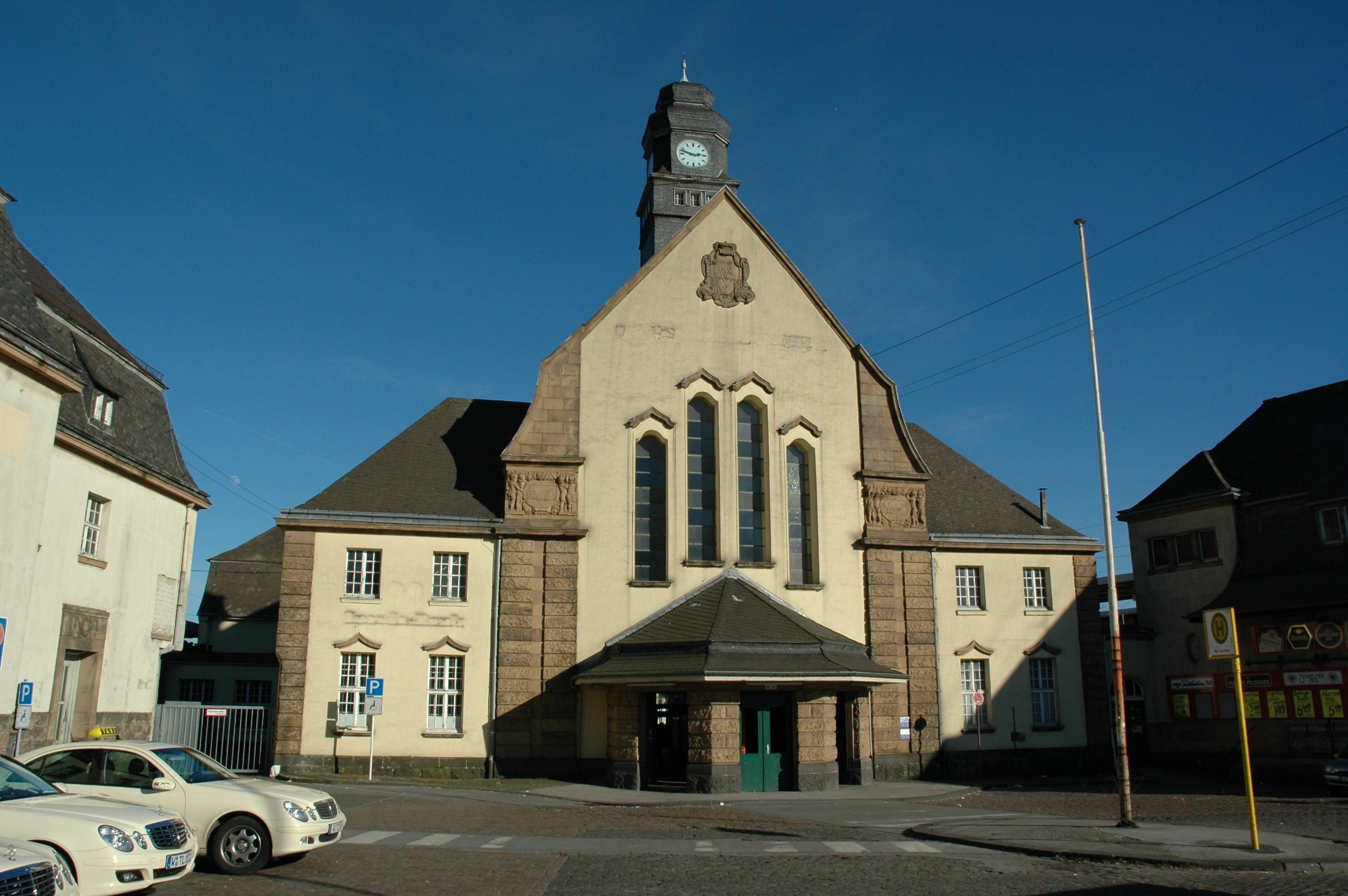
Der Bahnhof in Vohwinkel
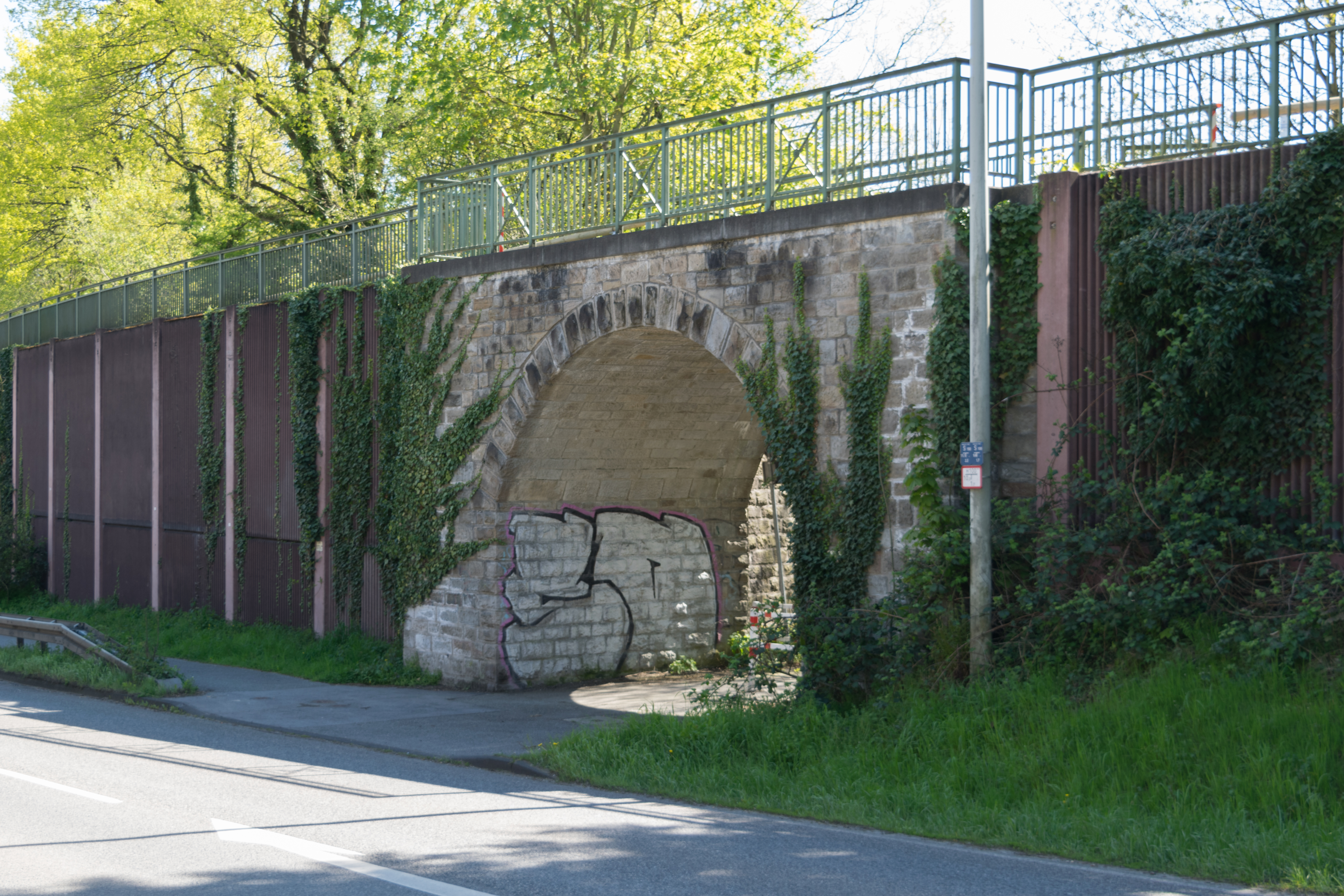
Bahndamm mit Unterführung am Roggenkamp
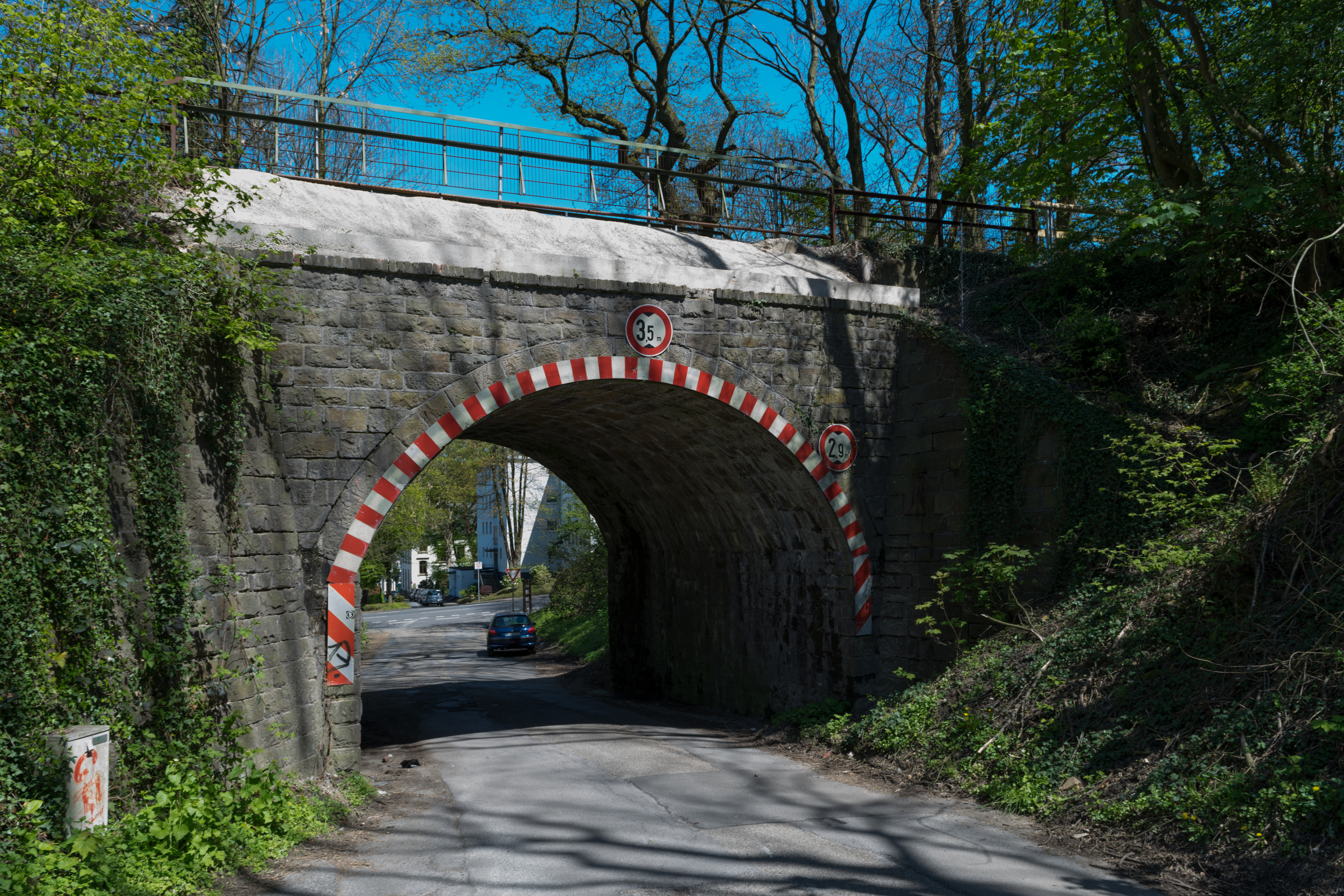
Unterführung der Walder Straße in Gräfrath
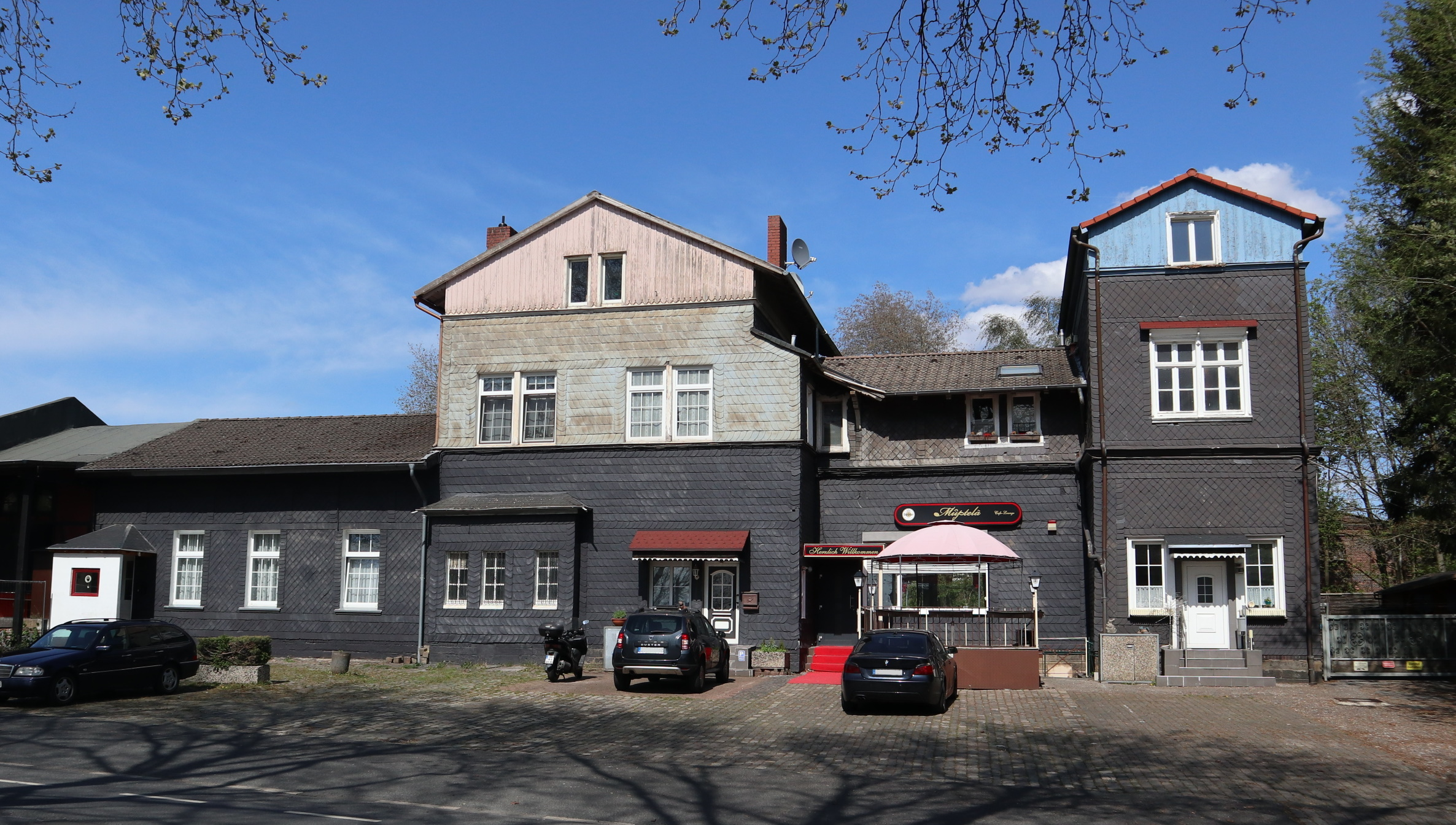
Bahnhof Solingen-Wald

### Zweiter Bauabschnitt Wald–Solingen-Weyersberg
Seitens der Stadt Solingen gab man sich im Jahre 1886 weiterhin weder mit dem Schicksal des Bahnhofs Weyersberg zufrieden wie mit dem des Nordbahnhofes. Letzterer sollte in einer anderen Höhe errichtet werden als ursprünglich geplant. Diese Streitpunkte verzögerten den zweiten Bauabschnitt der Strecke, was bei den unbeteiligten Städten Gräfrath und Wald für erheblichen Unmut sorgte. Obwohl die Genehmigung zum Bau der Reststrecke im April 1886 erteilt war, begannen die Bauarbeiten erst im Februar 1887. Im Bereich der Städte Solingen und Dorp waren zahlreiche Enteignungsverfahren zum Zwecke des Grunderwerbs nötig, die den Baustart immer weiter verzögerten.:19 f.
Der Bau der drei größeren Tunnel (unter der Katternberger Straße, der Schützenstraße sowie der Schlagbaum-Tunnel) gestaltete sich aufgrund des widerspenstigen Gesteins schwieriger als gedacht. Der Durchstich des 92 Meter langen Schlagbaumtunnels gelang erst am 11. Dezember 1887. An der Schützenstraße senkte sich im Zuge des Tunnelbaus die Erde ab, darüber liegende Häuser bekamen Risse und mussten später abgerissen werden.:20
Die Eröffnung der Strecke war zunächst für Oktober 1888 geplant, zu den oben genannten Verzögerungen kam es zusätzlich aufgrund des vielfach schlechten Wetters während der Wintermonate zu monatelangen Baustopps. Der projektierte Termin verzögerte sich deshalb um etwa anderthalb Jahre. Am 11. Dezember 1889 kam es zur landespolizeilichen Abnahme der Teilstrecke. Drei Monate später erst, am 12. Februar 1890 wurde die Strecke schließlich eröffnet. Im Gegensatz zu den Feierlichkeiten zwei Jahre zuvor war die Euphorie über die Eröffnung inzwischen allerdings verflogen. Das Solinger Kreis-Intelligenzblatt schrieb am Tage der Eröffnung lediglich nüchtern:

„So hätte sich dann das „große“ und langerwartete Ereignis der Betriebseröffnung unserer Bahn Wald-Solingen vollzogen. Große Feierlichkeiten sind freilich aus Anlaß der Eröffnung nicht getroffen worden, immerhin aber kam bei derselben die Freude zum Ausdruck, den neuen Schienenweg endlich dem Verkehr übergeben zu sehen. (...)“

### Betriebsjahre
Die Bahnstrecke sollte in erster Linie dem direkten Antransport von Rohstoffen (Stahl und Kohle) aus dem Ruhrgebiet sowie der Verfrachtung der in Solingen hergestellten Fertigwaren (insbesondere der Schneidwaren) dienen. Vor der Errichtung der Müngstener Brücke stellte die Strecke die einzige direkte Verbindung Solingens zu den Wirtschaftszentren im Tal der Wupper dar. Neben den zahlreichen, zum Teil nur abschnittsweise verkehrenden Güterzügen verkehrten bis zu 13 Personenzüge pro Werktag und Richtung auf der eher unbedeutenden Nebenbahn. Dennoch spielte die Beförderung von Personen immer nur eine untergeordnete Rolle.

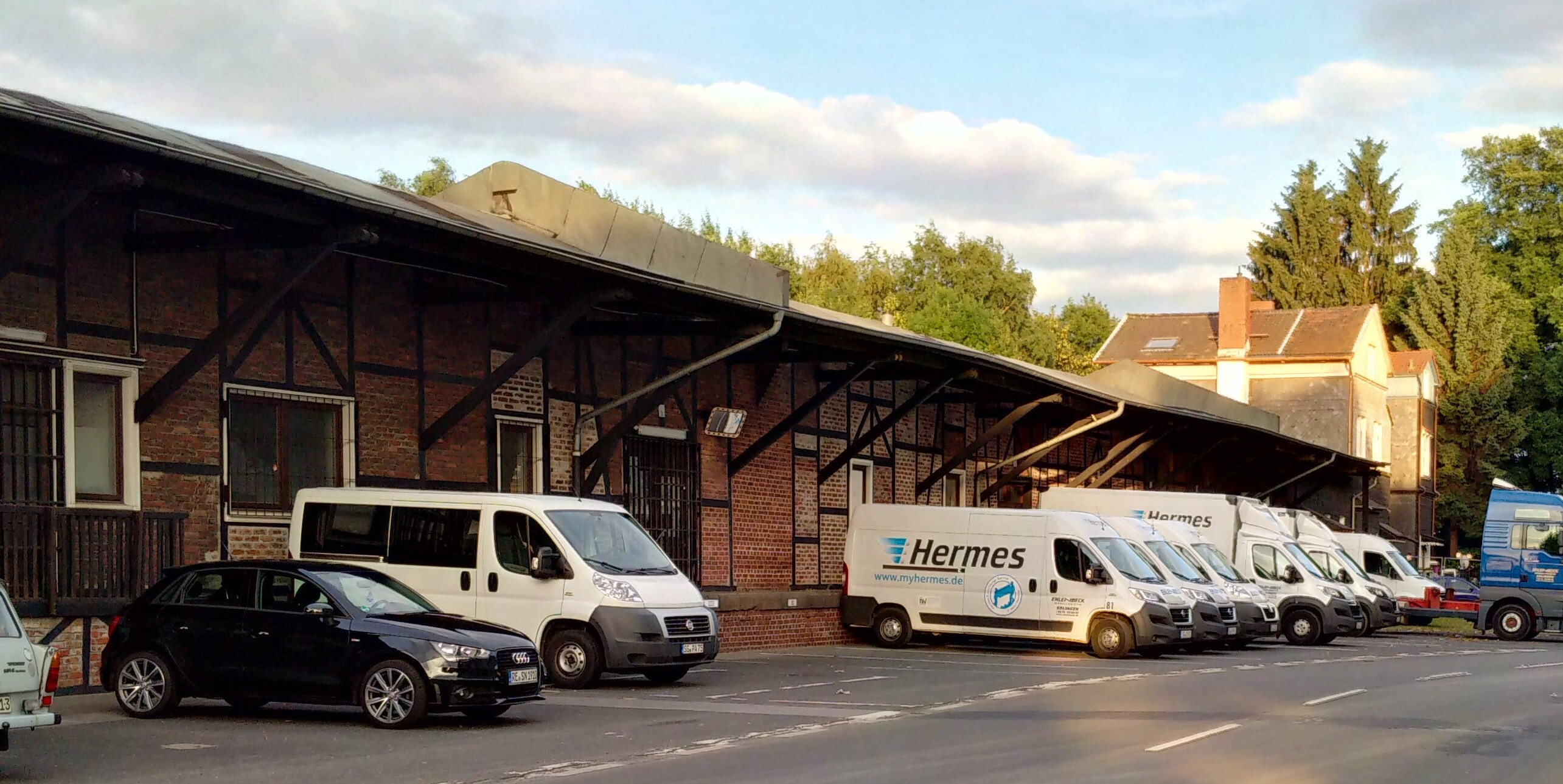
Die über die Jahre erweiterten Güterhallen in Wald

Mit der Inbetriebnahme des Straßenbahnverkehrs in Solingen durch die Union-Elektricitäts-Gesellschaft (UEG) am 30. Dezember 1896 sank die Zahl der beförderten Personen auf der Korkenzieherbahn rasch. Dies lag ab 13. Januar 1899 vor allem darin begründet, dass die Fahrt nach Vohwinkel mit der neuen Straßenbahnlinie 3 (heute die Obuslinie 683) preiswerter war und die Fahrtzeit zudem verringert wurde. Von dem sinkenden Personenverkehr war der Güterverkehr auf der Korkenzieherbahn nicht betroffen. Die Bahnhöfe und ihre angegliederten Güterhallen mussten im Gegenteil in der Anfangszeit sogar vielfach erweitert werden, weil sie sich als zu klein für die verfrachteten Güter erwiesen. In Wald und am Nordbahnhof profitierten die Bahnhöfe von der Nähe zu den angrenzenden Industriegebieten, die mitsamt den Bahnhöfen expandierten. Am Nordbahnhof bestand durch die Straßenbahnlinie 5 der Barmer Bergbahn insbesondere Anschluss an die Fabrik Rasspe am Stöcken, die einer der wichtigsten Kunden im dortigen Güterverkehr war und eigene Lagerhallen am Bahnhof vorhielt.
Im Zuge der Umgestaltung des Rangierbahnhofs Vohwinkel musste der Abzweig der Korkenzieherbahn 1905 nach Westen verlegt werden. Bis zur Wuppertaler Ortslage Wibbeltrath, wo die neue Trassierung wieder auf die alte traf, wurde ein neuer, weit in die Landschaft hinaus greifender Streckenabschnitt gebaut, dessen Spuren sich in Form des hohen, von zwei noch genutzten Straßentunneln durchbrochenen Bahndamms am Südrand des Haaner Ortsteils Obgruiten sowie des anschließenden Geländeeinschnitts erhalten haben, der in der Haaner Ortslage Polnische Mütze von der Bundesstraße 228 sowie einem noch aus der Erbauungszeit stammenden Viadukt überspannt wird, auf dem die Straßenbahnlinie V (Vohwinkel – Düsseldorf-Benrath) die Korkenziehertrasse querte.
Im Jahre 1925 wurde der Bahnhof am Weyersberg stillgelegt. Nach der Schließung des angrenzenden Siegen-Solinger-Gussstahlwerks, dem letzten großen Kunden des am Weyersberg abgewickelten Güterverkehrs, waren der Bahnhof und die Stichstrecke dorthin nicht mehr wirtschaftlich zu betreiben. Das Empfangsgebäude wurde im Jahre 1939 abgerissen.
Der 92 Meter lange Schlagbaum-Tunnel wurde im Zuge des Ausbaus der darüber liegenden Straßenkreuzung im Jahre 1978 um 17 Meter in nordöstliche Richtung verlängert. Der Tunnel, der die heutige Bundesstraße 224 unterquert, bildet das wichtigste Kunstbauwerk der Bahnstrecke.

### Stilllegung
Der planmäßige Personenverkehr wurde nach den rückläufigen Passagierzahlen bereits am 2. November 1942 eingestellt. Allerdings wurden im November 1944 nach den Luftangriffen auf Solingen noch Personenzüge sowie gelegentliche Sonderzüge eingesetzt, wie im Jahre 1948 anlässlich des Fußballspiels Preußen Dellbrück–TSG Vohwinkel 80.
Nachdem immer weitere Kunden den Schienengüterverkehr aufgekündigt hatten, wurde dieser schrittweise auch eingestellt. 1958 wurde der Abschnitt zwischen Solingen-Wald und Solingen-Gräfrath stillgelegt und die Strecke somit unterbrochen. Am 31. Mai 1989 wurde der Betrieb zwischen Solingen-Gräfrath und Wuppertal-Vohwinkel aufgegeben, und die Strecke wurde zum 1. Dezember des gleichen Jahres stillgelegt. Schließlich erfolgte am 31. März 1995 mit der Einstellung des Güterverkehrs zwischen Solingen Hbf und Solingen-Wald die Gesamtstilllegung der Bahnstrecke. Die letzten Gleisanlagen wurden am Ende der 1990er Jahre entfernt.

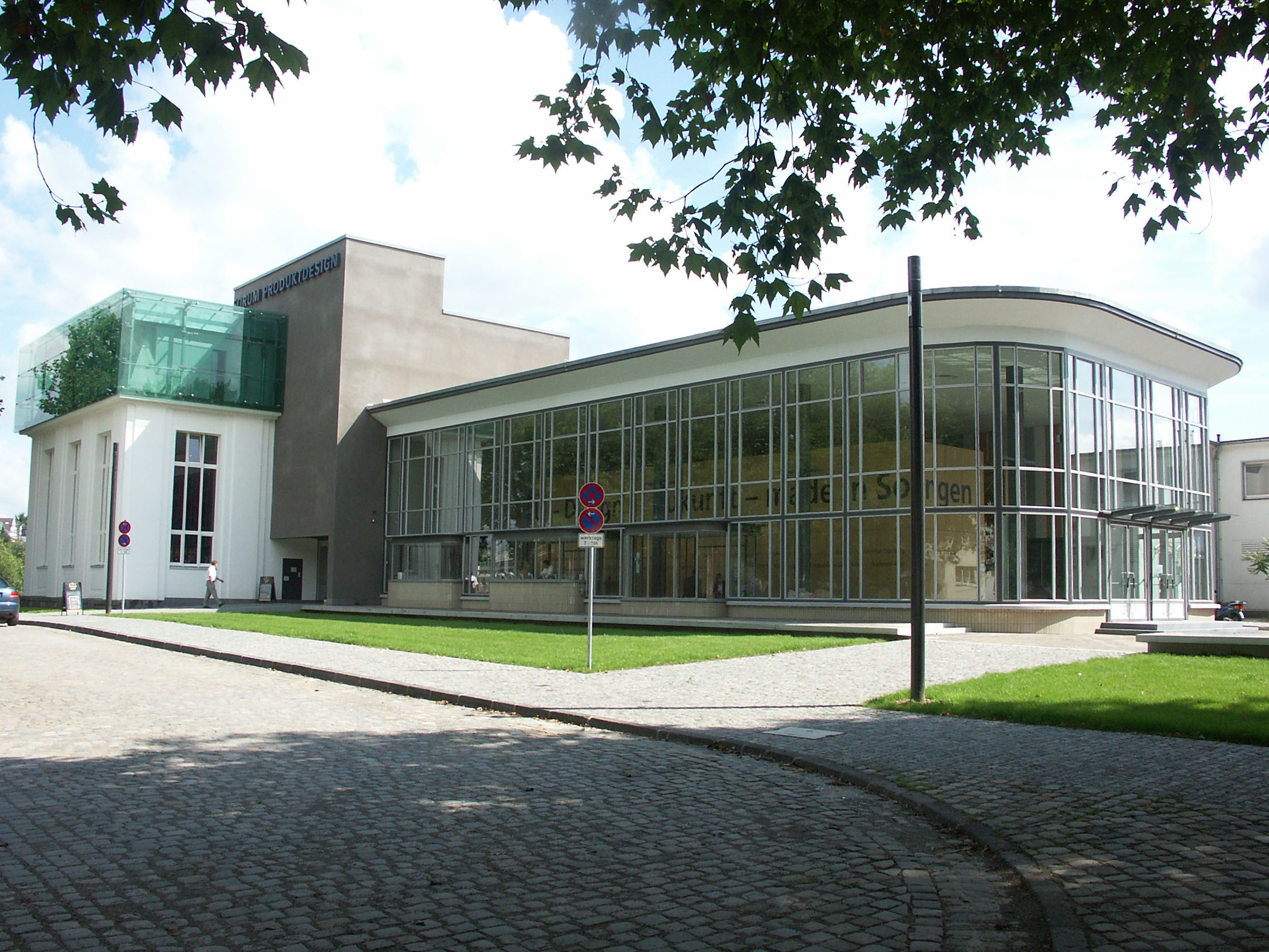
Der restaurierte, ehemalige Hauptbahnhof im Südpark

Die früheren Bahnhofsgebäude entlang der Strecke erlebten unterschiedliche Schicksale. Das erste Opfer des Niedergangs der Strecke war das Empfangsgebäude des Nordbahnhofes. Es wurde bereits im Jahre 1979 abgerissen. Lediglich die dortigen Lagerhallen wurden bis zur Schließung der Strecke weiter genutzt. Der ehemalige Hauptbahnhof war aufgrund der jahrelangen Vernachlässigung durch die Bahn einem baulichen Verfall übergeben. Das gesamte, teils zugewucherte Gelände um den Bahnhof wurde in der Öffentlichkeit als Schandfleck bezeichnet. Im Rahmen der Regionale 2006 wurde der Bahnhof stillgelegt, die Gebäude und das Umfeld renoviert und das gesamte Gelände zum Südpark umgebaut. Das ehemalige Bahnhofsgebäude wird als Forum Produktdesign genutzt und steht heute unter Denkmalschutz. Der besonders marode Gräfrather Bahnhof wurde nach einer gerichtlichen Auseinandersetzung über den Denkmalschutz zwischen der Stadt Solingen und dem privaten Eigentümer des Gebäudes im Jahre 2011 abgerissen, seither liegt die Fläche brach. Der ehemalige Walder Bahnhof wird heute verschiedentlich weitergenutzt, in dem Gebäude sind u. a. eine Gaststätte, der Kulturverein Waldmeister e. V., der dort auch kulturelle Veranstaltungen anbietet, und in den Lagerhallen ein Brennholzhandel untergebracht.

## Heutige Nutzung

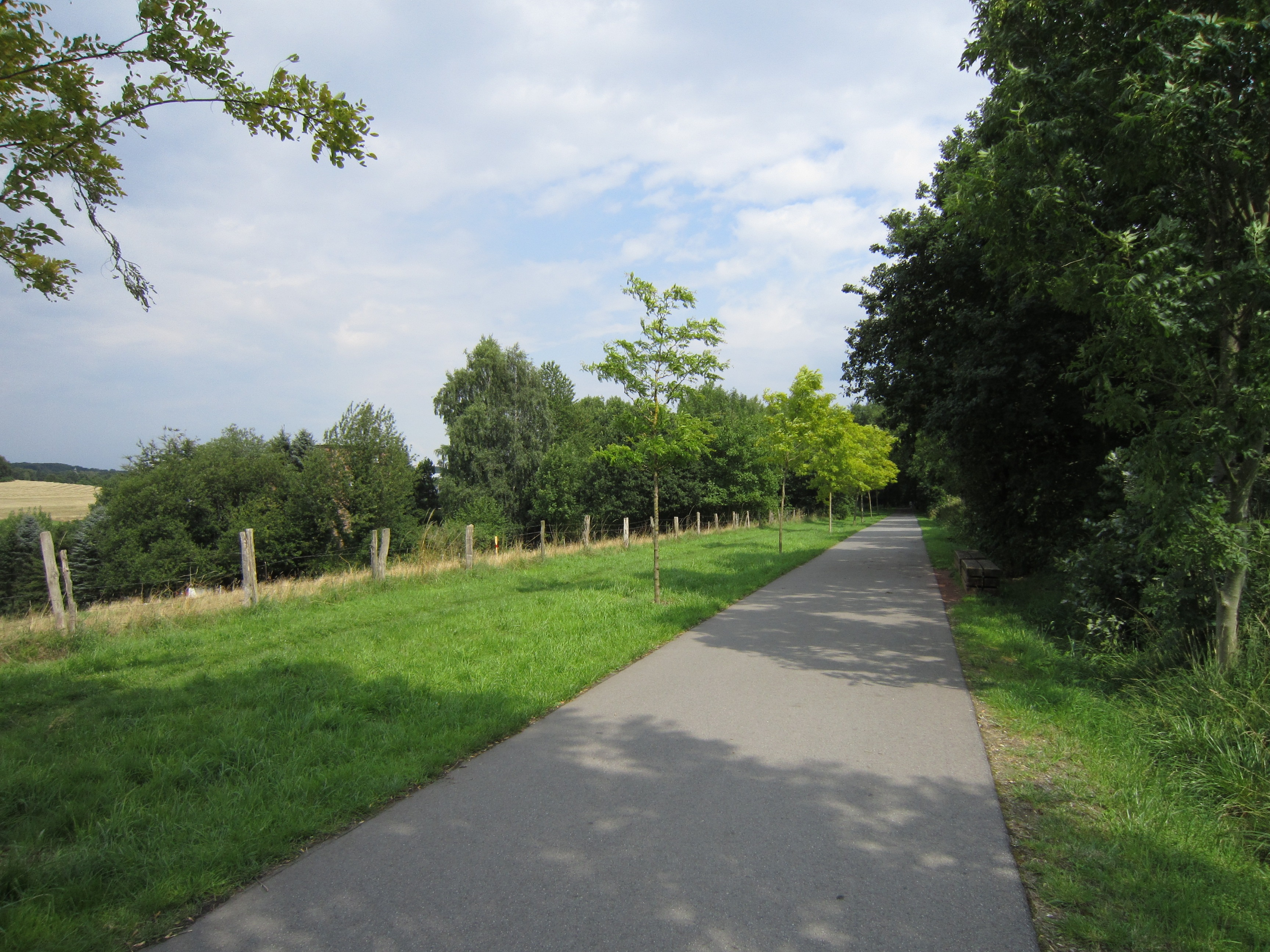
Korkenziehertrasse

Im Rahmen der Regionale 2006 wurde der Solinger Streckenabschnitt vom Südpark bis zur Stadtgrenze zu Haan, der den Hauptteil der ehemaligen Bahntrasse ausmacht, zu einem Fuß- und Fahrradweg umgebaut, der die an der Strecke gelegenen Stadtteile Solingens für nichtmotorisierte Verkehrsteilnehmer besser erschließt.  Die Bauarbeiten starteten im Jahre 2003 und wurden im August 2007 abgeschlossen.
Später wurde auch der verbleibende nördliche Streckenabschnitt zu einem Multifunktionsfreizeitweg mit Schwerpunkt Radverkehr umgestaltet, auf Haaner Gebiet als südliches Ende des Panoramaradwegs Niederbergbahn, auf Wuppertaler Gebiet als westlicher Beginn der Nordbahntrasse. Damit trägt das ehemals dicht gewebte Netz der bergischen Eisenbahnstrecken Jahrzehnte nach teils großflächigen Stilllegungen zur Erschließung und Verknüpfung eines (über)regionalen Radwegenetzes in Nordrhein-Westfalen wesentlich bei.